# 洛华里
洛华里是位于中国天津市和平区洛阳道南侧与新华路西侧的一处由六幢毗连式别墅组成里弄式别墅群，建于1921年，目前为为一般保护等级历史风貌建筑。

## 历史
洛华里始建于1921年，原为坐落于天津英租界推广界（British Extra Rural Extension）达克拉道（Douglas Road）（今洛阳道）和牛津道（Oxford Road）（今新华路）交口处的的红房子，该建筑群由华信工程司和中国建筑师沈理源承担设计并在此办公。该建筑群原名“红房子”，后成为张作相姨太太的房产，改名为“积善里”，1982年，天津市人民政府在其临近的洛阳道和新华路这两个路名中各取一字将积善里改名为“洛华里”。目前，洛华里分为洛阳道13-15号、洛阳道17-23号、洛阳道25-31号、新华路184号、新华路186号，洛华里1、2号、洛阳道洛华里3-7号和洛阳道洛华里8-11号这七个部分，作用为商用和居住用房。

## 建筑
洛华里位于天津市和平区五大道地区洛阳道与新华路交口，总建筑面积约为5900平方米，其中占地面积约为5500平方米，该里弄由六幢毗连式的砖木结构二层楼房组成，建筑外立面为硫缸砖清水墙面，建筑首层设有凸出平面的阳光房，二楼设有露台。建筑屋顶为大筒瓦坡屋顶，每座建筑都为前后设有小院的独立单元，建筑内部房间装饰简洁且布置合理。

## 寓所和机构
1921年之后，设在天津英租界洛华里的寓所和机构有：
- 聂汤谷旧居
- 王拱之旧居
- 华信工程司[4]

## 建筑图片

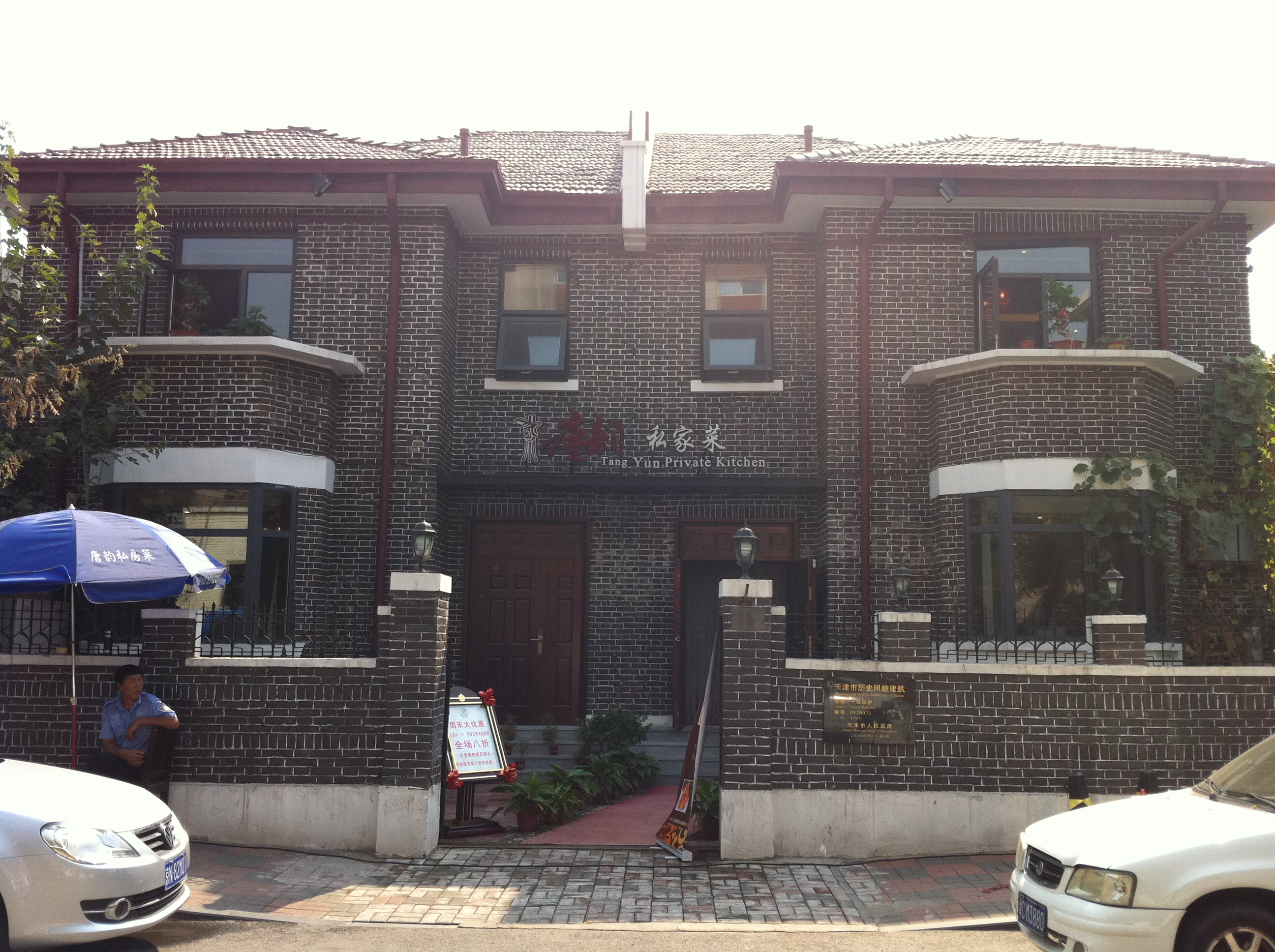
洛阳道13-15号
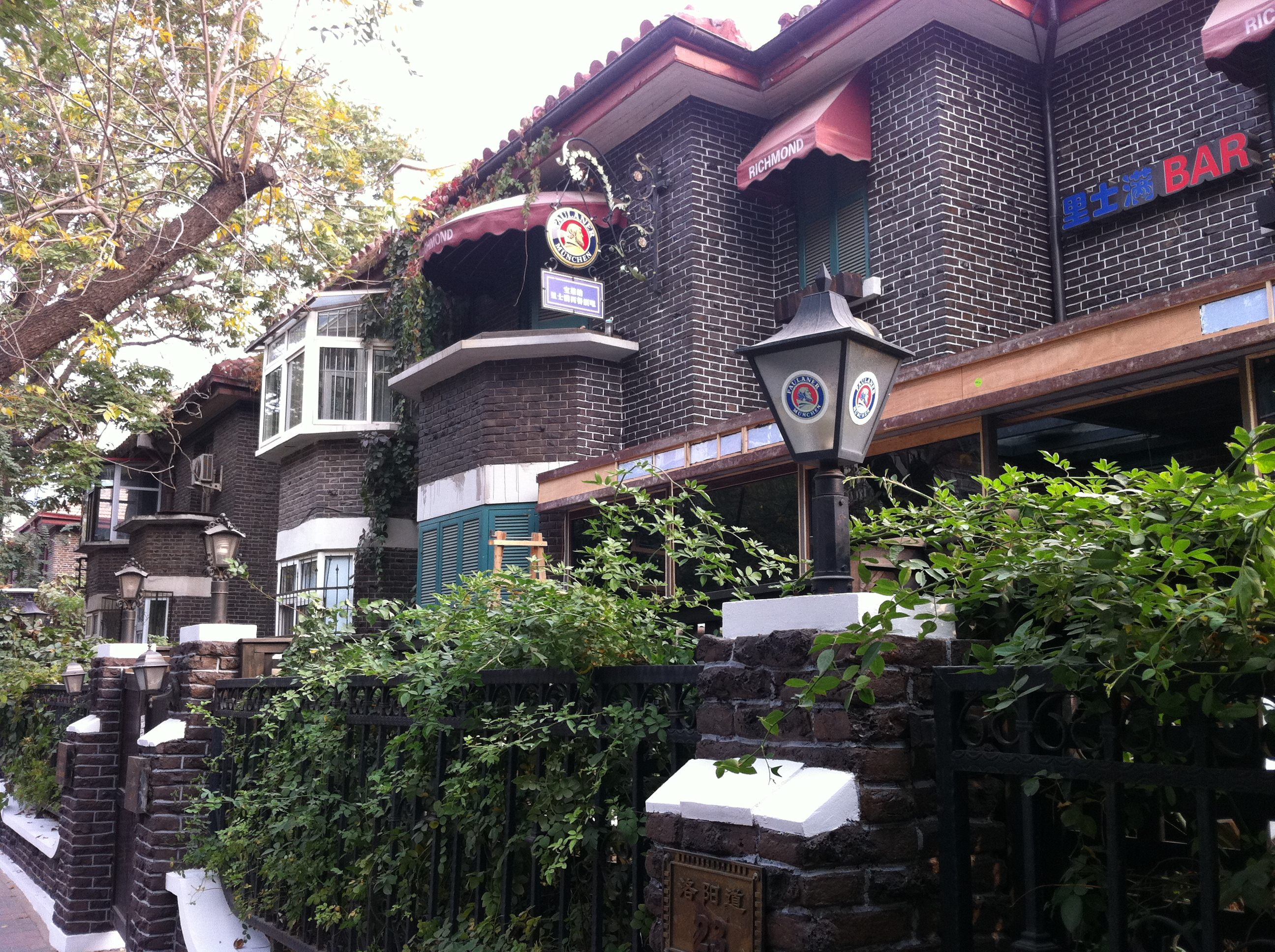
洛阳道17-23号
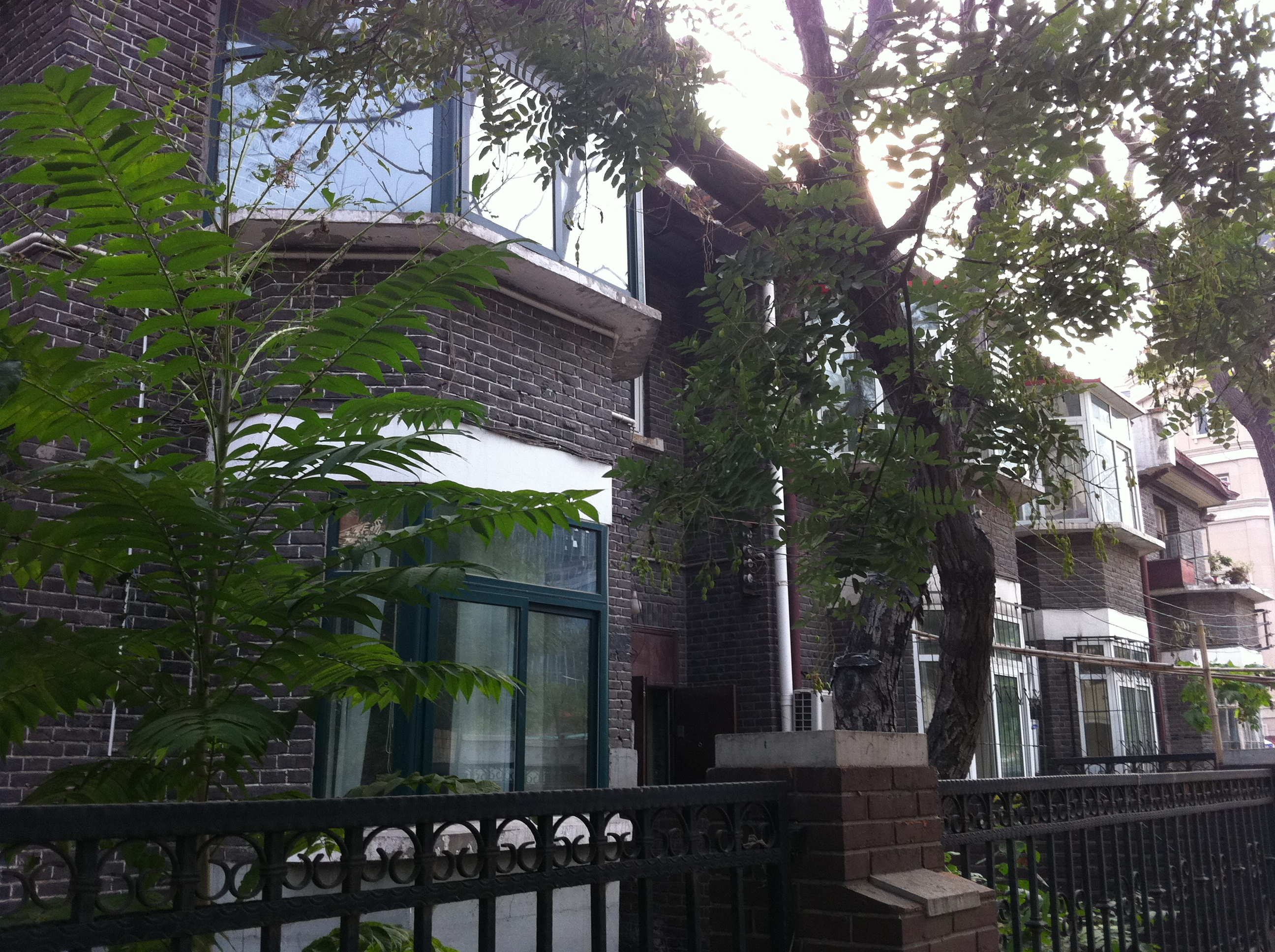
洛阳道25-31号
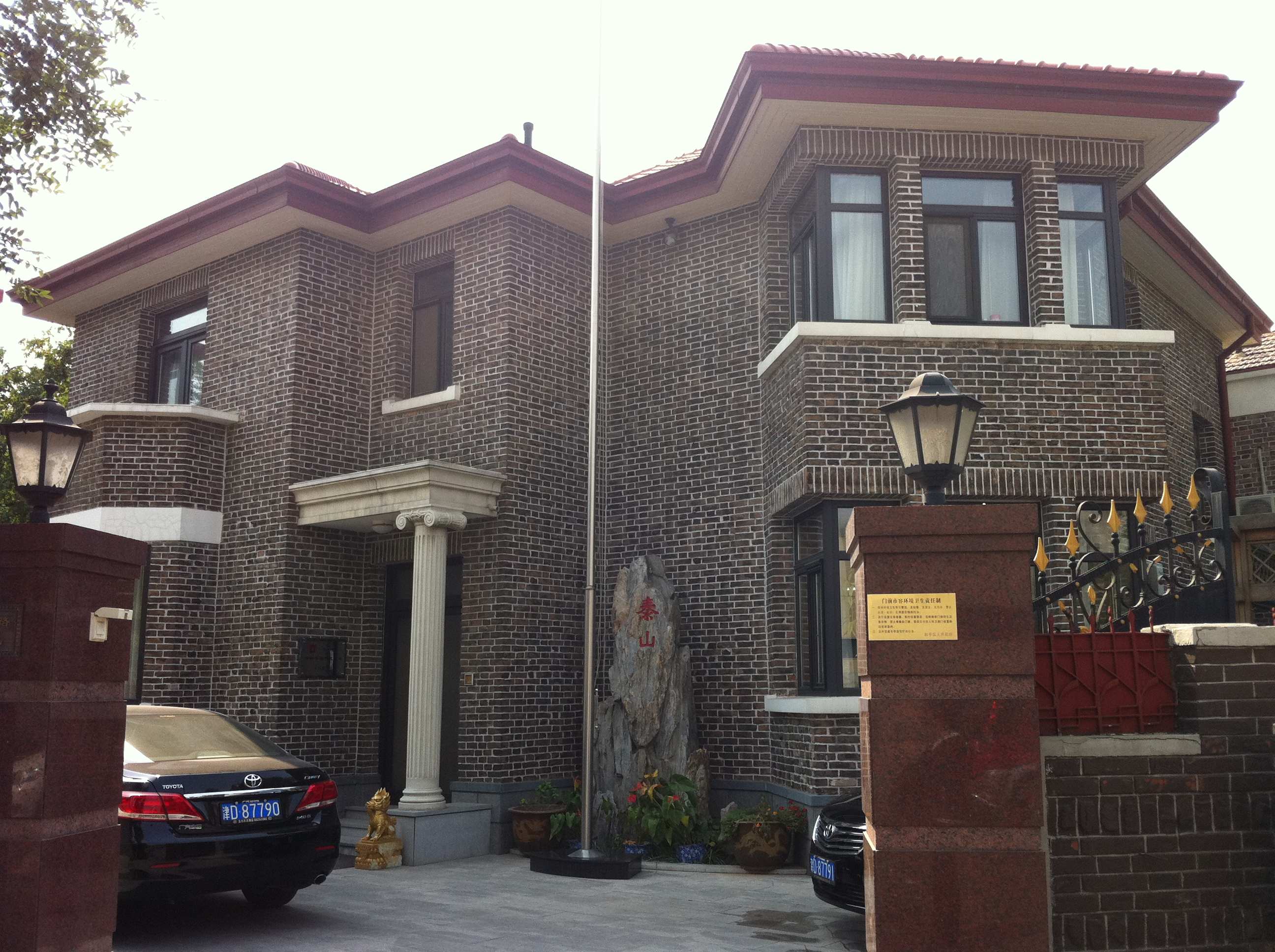
新华路184号
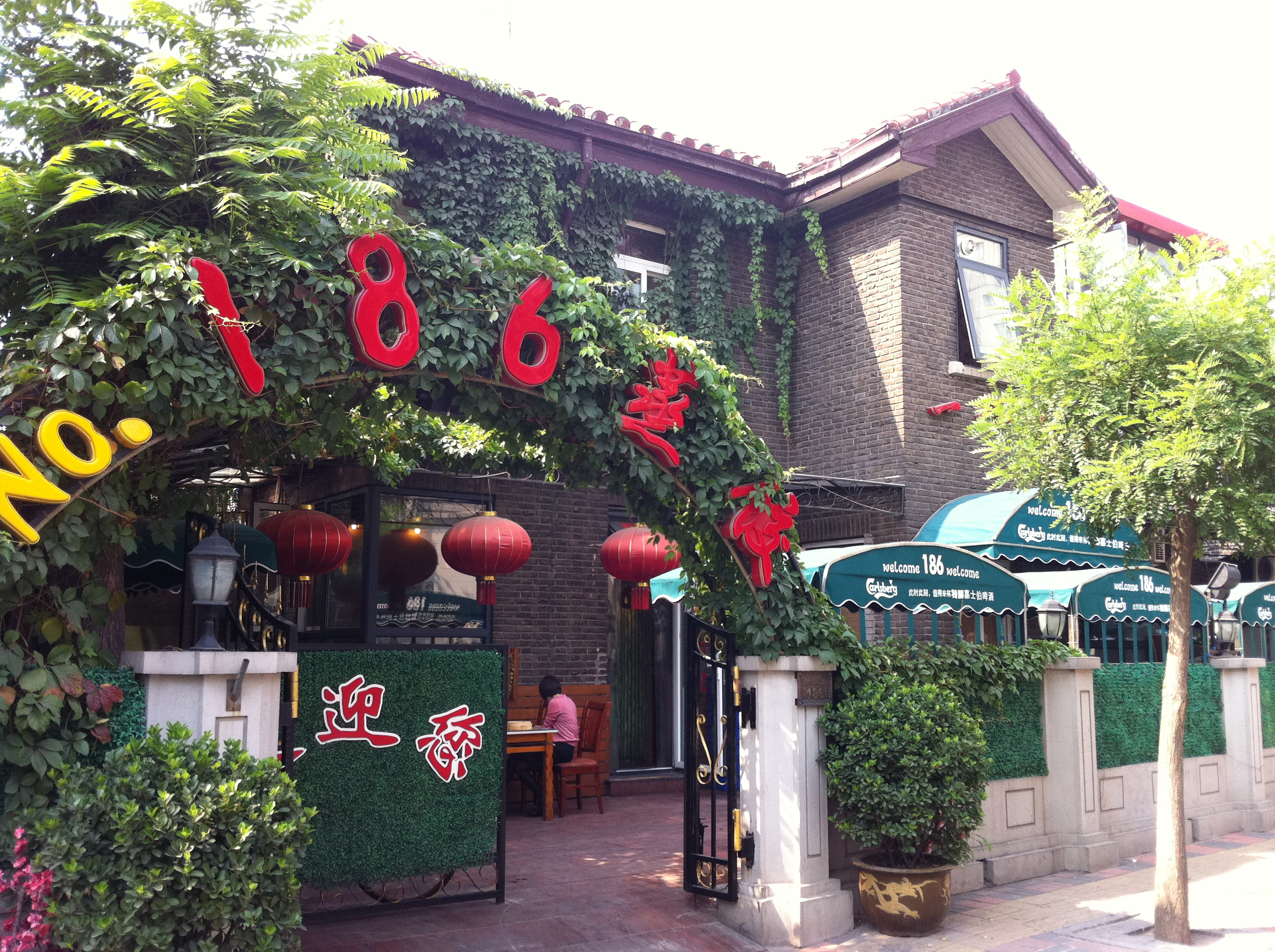
新华路186号，洛华里1、2号
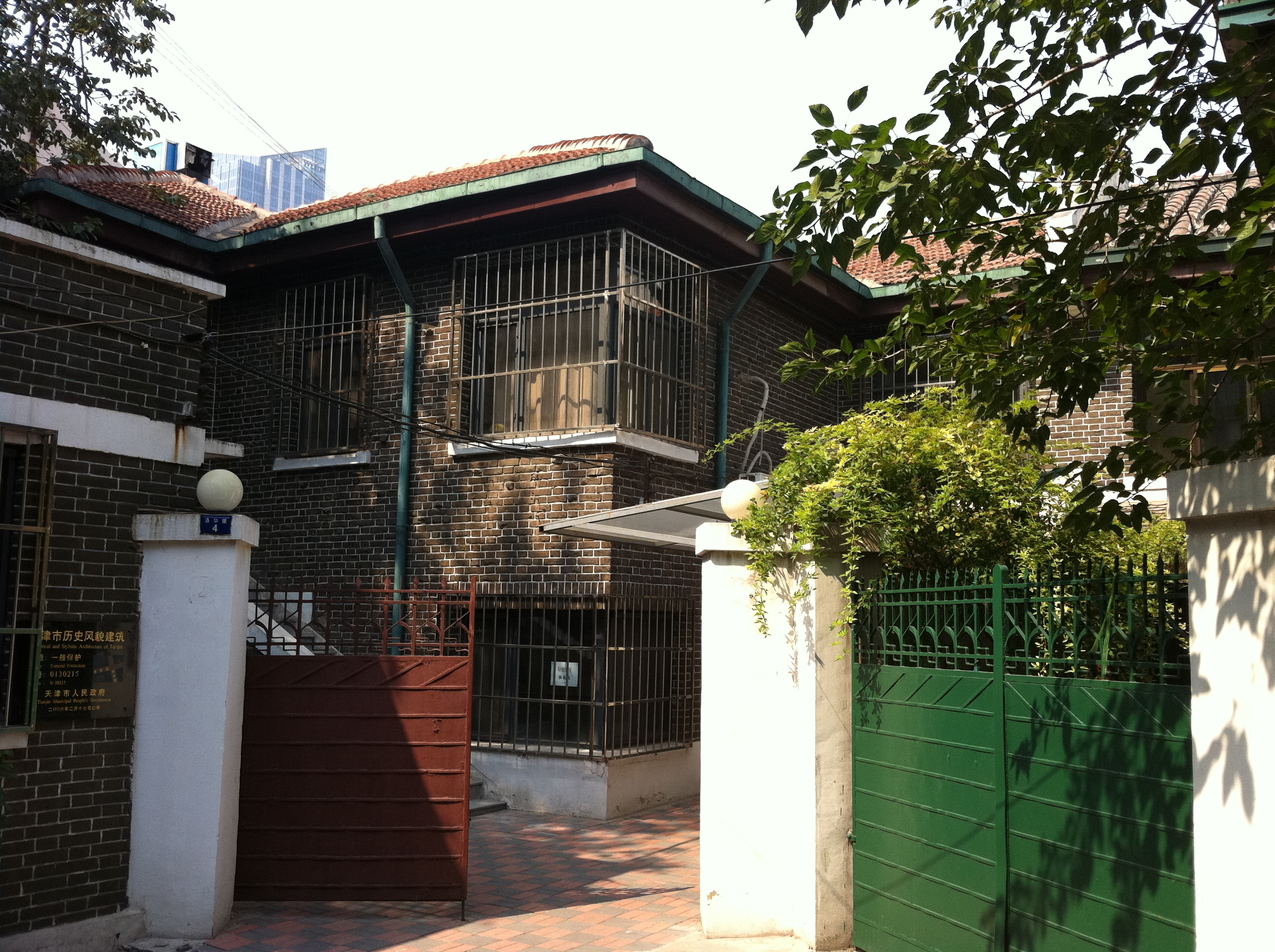
洛阳道洛华里3-7号
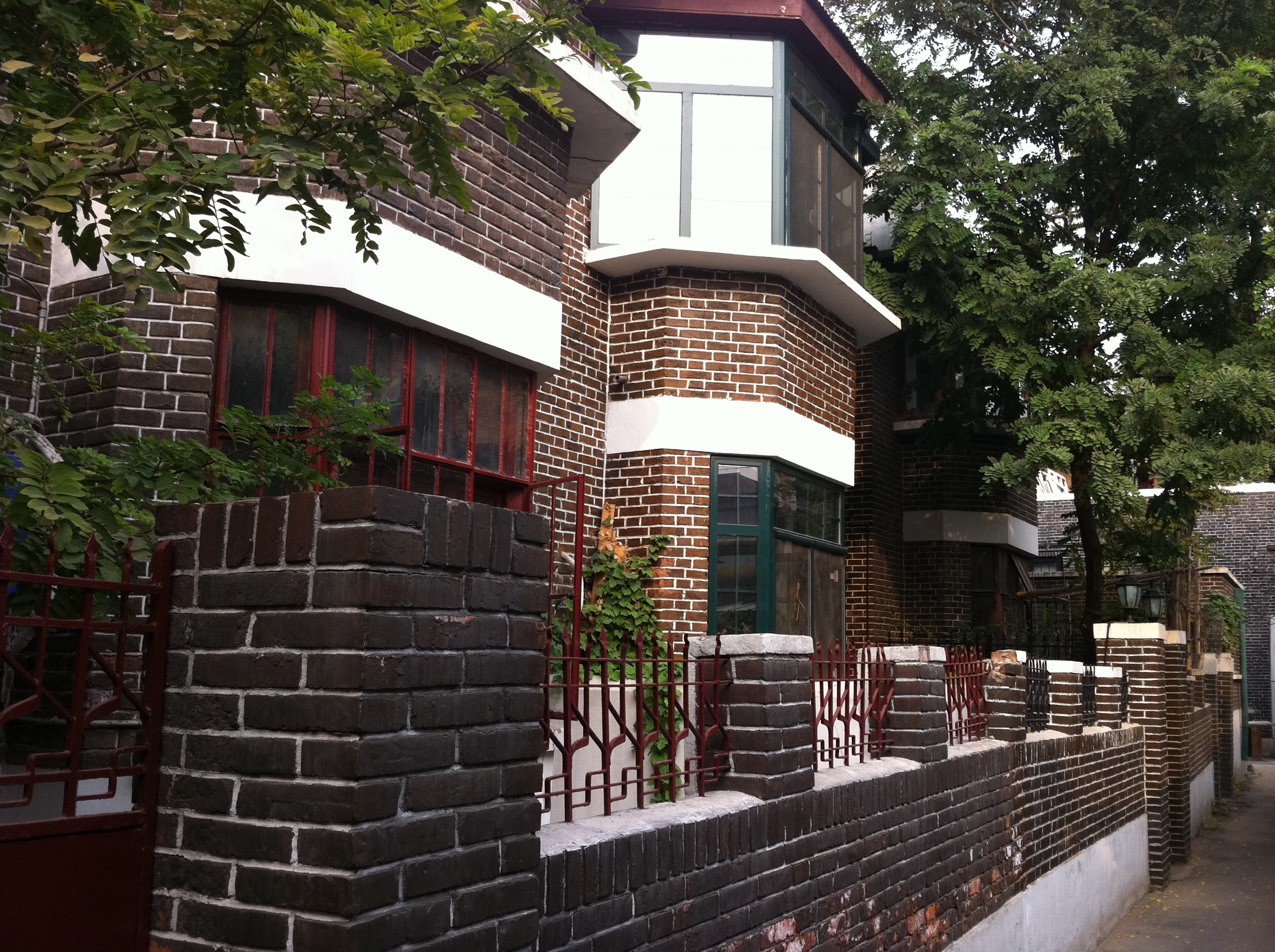
洛阳道洛华里8-11号